# Leo distrikt 126 Hrvatska
Leo distrikt 126 Hrvatska je udruga građana humanitarnog tipa, tj. krovno udruženje svih Leo klubova Hrvatske. Leo distrikt 126 predstavlja mladi ogranak Lions distrikta 126 Hrvatska koji je osnovan 1994. godine i okuplja više od 1400 članova.
Leo Distrikt 126 okuplja 21 Leo Klub iz 17 gradova Hrvatske, te broji više od 300 članova. Klubovi su podijeljeni u četiri regije: Istok, Zapad, Sjever i Jug. Distrikt 126 dio je velike Leo obitelji s više 140 000 članova iz 139 zemalja diljem svijeta. 
Leo klubovi su dio Lions Clubs International tj. svjetske humanitarne organizacije stvorene s ciljem služenja potrebitim članovima zajednice, a samo ime Leo kluba proizlazi iz mota kluba, a to je: vodstvo (L-Leadership), iskustvo (E-Experience), mogućnosti (O-Opportunity).
Ciljevi Leo kluba su da svojim humanitarnim akcijama djeluju u području skrbi za djecu, skrbi za beskućnike, skrbi za bolesne i nemoćne, borbe protiv raznih oblika ovisnosti, prikupljanja sredstava za nesrećom ugrožena područja u svijetu, te na području razvijanja ekološke osviještenosti.

## Popis LEO klubova unutar "distrikta 126 Hrvatska"
1. Čakovec – Leo Club Zrinski
2. Dubrovnik – Leo Club Orlando
3. Đakovo – Leo Club Klas
4. Krapina – Leo Club Zagorje
5. Opatija – Leo Club Opatija
6. Osijek – Leo Club Legos
7. Osijek – Leo Club Osijek
8. Poreč – Leo Club Poreč
9. Rijeka – Leo Club Korzo-Lovran
10. Rijeka – Leo Club Rijeka
11. Senj – Leo Club Bura
12. Šibenik – Leo Club Šibenik
13. Slatina – Leo Club Slatina
14. Slavonski Brod – Leo Club Marsonia
15. Split – Leo Club Split
16. Varaždin – Leo Club Varaždin
17. Vinkovci – Leo Club Aurora
18. Zadar – Leo Club Zadar
19. Zagreb – Leo Club Agram
20. Zagreb – Leo Club Jarun
21. Zagreb – Leo Club Zagreb

## Vanjske poveznice
- www.leoklubovi.com  Arhivirana inačica izvorne stranice od 21. lipnja 2013. (Wayback Machine)
- www.lions.hr
- www.lionsclubs.org